# هولندا (مقاطعة)
هولندا (بالهولندية: Holland) هي منطقة ومقاطعة سابقة تقع على الساحل الغربي من هولندا. تم تقسيمها وأصبحت مقاطعتي شمال هولندا وجنوب هولندا.
وكثيراً ما يستخدم اسم هولندا بوصفها مجاز جزئي للإشارة إلى مملكة الأراضي المنخفضة ككل. وهذا الاستخدام مقبول لكن هناك بعض الأفراد من أجزاء أخرى من هولندا يكرهون استخدام «هولندا» كبديل لمسمى الأراضي المنخفضة.
ومن القرن العاشر وحتى القرن السادس عشر الميلادي كانت هولندا منطقة سياسية موحدة داخل الإمبراطورية الرومانية المقدسة باعتبارها إقطاعية يحكمها كونتات هولندا، وبحلول القرن السابع عشر أصبحت هولندا قوة بحرية واقتصادية مسيطرة بذلك على المقاطعات الأخرى من الجمهورية الهولندية المستقلة حديثاً.
واليوم تتكون مقاطعة هولندا السابقة من مقاطعتين هولنديتين: شمال وجنوب هولندا، واللتين معاً يشملا أكبر ثلاث مدن في هولندا: العاصمة أمستردام، ومقر الحكومة في لاهاي، وروتردام مقر أكبر ميناء في أوروبا.

## أصل التسمية والمصطلحات
ظهر اسم هولندا للمرة الأولى في مصادر من عام 866م عن منطقة حول هارلم، وعام 1064م كانت تستخدم كاسم للمقاطعة بأكملها. وخلال هذا الوقت كان سكان هولندا يشيرون إلى أنفسهم على أنهم «هولنديون». وكلمة هولندا مشتقة من مصطلح هولندي من العصور الوسطى holtland ويعني «الأراضي المشجرة». وظل هذا الاختلاف الإملائي قيد الاستخدام حتى حوالي القرن الرابع عشر الميلادي حيث تم الاستقرار على اسم هولندا Holland (هجاء بديل في ذلك الوقت ل Hollant و Hollandt). وهناك تفسير آخر شائع لكنه غير صحيح أن هولندا مشتقة من Hol land «الأرض المفرغة أو الجوفاء» وهو اسم مستوحى من جغرافيا الأراضي المرتفعة والمنخفضة لهولندا.
والاسم العلم للمنطقة في كل من الهولندية والإنجليزية هو «هولندا». و«هولندا» هي جزء من الأراضي المنخفضة. وتستخدم «هولندا» بشكل غير رسمي في اللغة الإنجليزية وغيرها من اللغات بما في ذلك في بعض الأحيان اللغة الهولندية نفسها على أنها تعني الدولة الحديثة للأراضي المنخفضة. هذا المثل من المجاز الجزئي شبيه بالميل للإشارة إلى المملكة المتحدة بإنجلترا).
ويشار إلى شعب هولندا باسم "Hollanders" في كل من الهولندية والإنجليزية، لكن هذه التسمية اليوم تشير تحديداً إلى سكان مقاطعتي شمال هولندا وجنوب هولندا. وبالمعنى الدقيق للكلمة فإن مصطلح «هولاندرز» لا يشير إلى الناس من المقاطعات الأخرى في هولندا لكنه يستخدم بالعامية في بعض الأحيان عن طريق الخطأ ليعطي هذا المعنى الأوسع.
وفي الهولندية كلمة «هولاندز» هي صفة مشتقة من كلمة «هولاند». والكلمة «هولاندز» هي أيضاً بالعامية، وأحياناً يستخدمها الهولنديون بمعنى «نيدرلاندز» (الهولندية)، ولكن لتمييزها عن الأنواع الأخرى من الشعب الهولندي أو اللغة الهولندية، على سبيل المثال الليمبورغية، وهي الشكل البلجيكي للغة الهولندية («الفلمنكية»)، أو حتى أي تنويعة جنوبية للغة الهولندية داخل هولندا نفسها.
ويشير لفظ هولندا في اللغة الإنجليزية إلى هولندا ككل، وليس فقط منطقة من هولندا.

## التاريخ
في البداية كانت هولاندا ركن بعيد من الإمبراطورية الرومانية المقدسة، ثم زادت أهميتها الإقليمية بالتدريج حتى أصبح لها تأثيراً حاسماً ومهيمناً في نهاية المطاف على تاريخ هولندا.

### مقاطعة هولندا

شعار مقاطعة هولندا

حتى القرن التاسع الميلادي كان سكان المنطقة التي أصبحت هولندا فيما بعد من الفريزيين، وكانت المنطقة جزءاً من فريزيا. وفي نهاية القرن التاسع أصبحت هولندا مقاطعة منفصلة في الإمبراطورية الرومانية المقدسة. وأول كونت لها كان ديرك الأول الذي حكم في الفترة 896-931م. وقد خلفه سلسلة طويلة من الكونتات في بيت هولندا (الذين عرفوا في الواقع باسم كونتات فريزيا حتى عام 1101م). وعندما توفي جان الأول كونت هولندا بدون وريث عام 1299م، ورثه جان الثاني من أفيسنيس، كونت هينو. وفي عهد وليام الخامس (عائلة فيتلسباخ؛ 1354-1388) كان كونتات هولندا هم أيضاً كونتات هينو وزيلند.
وفي هذا الوقت احتلت أجزاء من فريزيا، غرب فريزلاند (وكنتيجة لذلك فإن معظم المؤسسات الإقليمية بما في ذلك ولايتي هولندا وغرب فريزيا كانت تشير إلى ولايتي هولندا وغرب فريزيا كوحدة، وذلك لعدة قرون تلت). وقد بدأت حروب السنارة والقد في هذا الوقت، وانتهت عندما اضطرت كونتيسة هولندا ياكوبا أو جاكلين للتخلي عن هولندا إلى دوق برغندي فيليب الثالث، والمعروف باسم فيليب الطيب عام 1432.
في عام 1432 أصبحت هولندا جزءاً من الأراضي المنخفضة البورغندية، ومنذ 1477 جزءاً من مقاطعات هابسبورغ السبعة عشر. في القرن 16 أصبحت المقاطعة الأكثر تحضراً واكتظاظاً بالسكان في أوروبا، مع الغالبية العظمى من السكان يعيشون في المدن. وكانت مقاطعة هولندا داخل الأراضي المنخفضة البورغندية المقاطعة المهيمنة في الشمال، وكان النفوذ السياسي لمقاطعة هولندا يحدد إلى حد كبير مدى سيطرة برغندي في هذه المنطقة. وكان آخر كونت لهولندا هو فيليب الثالث، المعروف باسم فيليب الثاني ملك إسبانيا. وقد أطيح به عام 1581م من قبل ما يسمى بقانون التبرؤ، رغم من أن ملوك أسبانيا استمروا في حمل تسمية اسمية لكونتات هولندا حتى معاهدة سلام مونستر الذي تم توقيعها في عام 1648.

### الجمهورية الهولندية

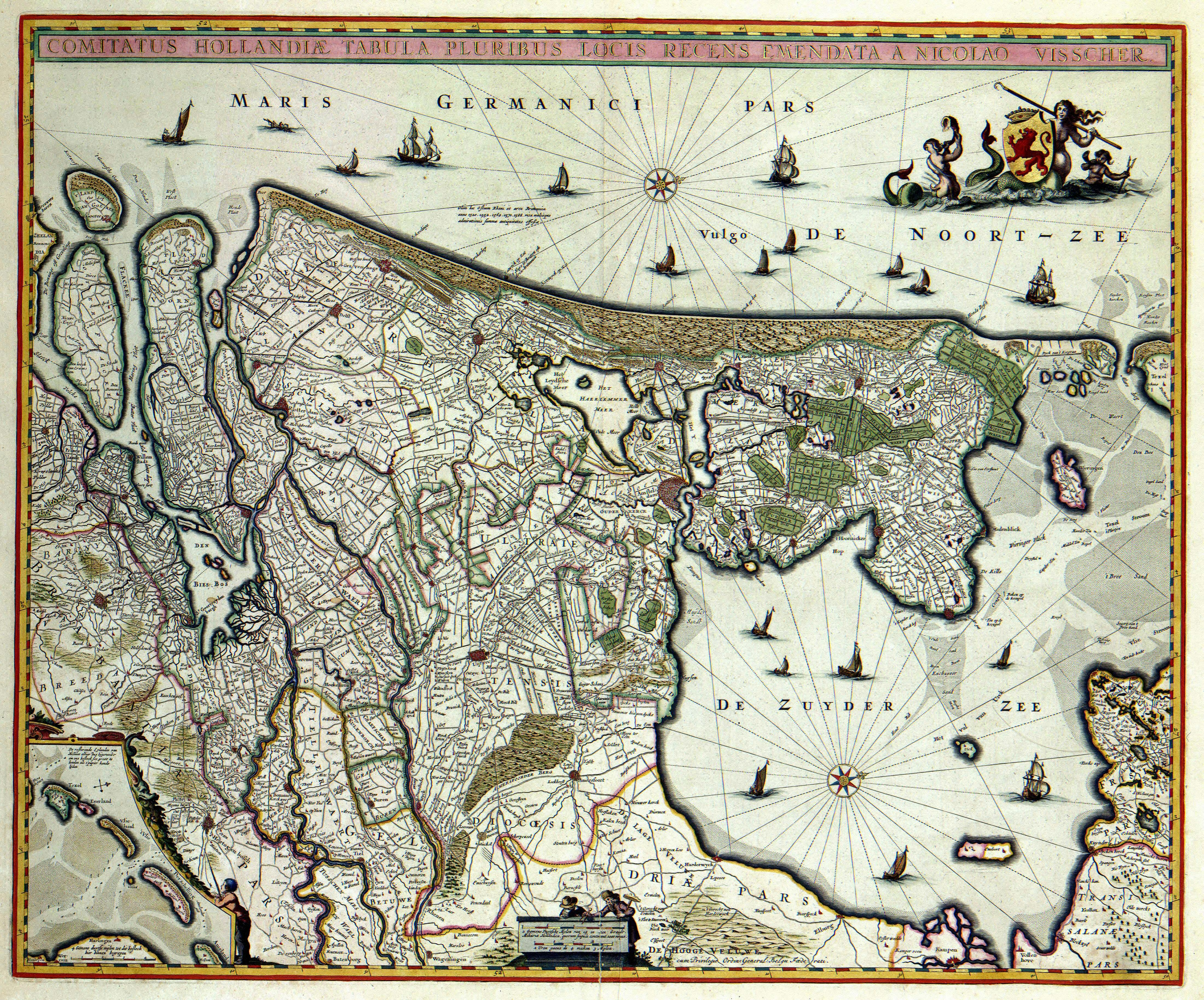
خريطة الجمهورية الهولندية عام 1682م

في التمرد الهولندي ضد هابسبورغ خلال حرب الثمانين عاماً أنشأت القوات البحرية التابعة للمتمردين، (فاترخوزن Watergeuzen) لأول مرة قاعدتها الدائمة عام 1572م في بلدة بريله. وبهذه الطريقة، حيث أن هولندا هي دولة ذات سيادة الآن في الكونفدرالية الهولندية أكبر أصبحت مركزاً للتمرد. كما أصبحت المركز الثقافي والسياسي والاقتصادي للمقاطعات المتحدة، وفي القرن 17، وهو العصر الذهبي الهولندي أصبحت أغنى دولة في العالم. وبعدما أطيح بملك إسبانيا ككونت هولندا فقد وقعت السلطة التنفيذية والتشريعية في يد مقاطعات هولندا، والتي أدارها شخصية سياسية شغلت منصب جراند متقاعد.
وكانت أكبر مدن الجمهورية الهولندية في مقاطعة هولندا مثل أمستردام وروتردام، ليدن، ألكمار، لاهاي، دلفت، دوردريخت وهارلم. وقد أبحر التجار الهولانديكيون من موانئ كبيرة من هولندا من وإلى جميع أنحاء أوروبا، وتجمع التجار من جميع أنحاء أوروبا للتداول في مستودعات أمستردام ومدن تجارية أخرى من هولندا.
ويرى العديد من الأوروبيين أن المقاطعات المتحدة الأولى هي هولندا بدلاً من جمهورية المقاطعات السبع المتحدة لمملكة الأراضي المنخفضة. وقد انغرس انطباعاً قوياً عن هولندا في أذهان الأوروبيين الآخرين. وداخل المقاطعات نفسها بدأت عملية بطيئة تدريجية من التوسع الثقافي المكاني، مما أدى إلى صبغ المقاطعات الأخرى بصبغة هولندية، وثقافة موحدة أكثر لكامل الجمهورية. كما أصبحت لهجة هولندا الحضرية هي اللغة الأدبية.

### تحت الحكم الفرنسي
أدى تشكيل الجمهورية الباتافية المستوحى من الثورة الفرنسية إلى حكومة أكثر مركزية. وأصبحت هولندا مقاطعة تابعة لدولة مركزية. وتم تخفيض استقلالها بمزيد من الإصلاح الإداري عام 1798م، حيث تم تقسيم أراضيها إلى عدة أقسام تدعى أمستل، دلفت، تيكسل، وجزء من سخيلده والميز.
ومن 1806-1810 صاغ نابليون دولة تابعة له يحكمها شقيقه لويس نابليون وابنه (لفترة قصيرة) نابليون لويس بونابرت، باسم «مملكة هولندا». هذه المملكة شملت الكثير مما أصبح بعد ذلك هولندا الحديثة. يعكس الاسم كيف كان طبيعياً في وقت مساواة هولندا مع هولندا غير البلجيكية ككل.
وخلال الفترة التي تم ضم الأراضي المنخفضة إلى الإمبراطورية الفرنسية وإدماجها في فرنسا (1810-1813) تم تقسيم مقاطعة هولندا إلى قسم البحر الجنوبي (départements Zuyderzée) وفم الميز (Bouches-de-la-Meuse).

### مملكة هولندا
بعد العام 1813م رجعت هولندا مقاطعة في مملكة الأراضي المنخفضة المتحدة، وتم تقسيمها إلى المقاطعتين الحاليتين شمال وجنوب هولندا عام 1840 بعد الثورة البلجيكية عام 1830م. وقد عكس ذلك تقسيماً تاريخياً لهولندا على طول خليج الآي في الربع الجنوبي (Zuiderkwartier) والحي الشمالي (Noorderkwartier)‏، [بحاجة لمصدر] ولكن التقسيم الفعلي يختلف عن التقسيم القديم. ومنذ عام 1850 حدث تشكيل قوي للأمة، هولندا كونها موحدة ثقافياً ومتكاملة اقتصادياً من خلال عملية التحديث، مع مدن هولندا كمركز لها.

## الجغرافيا

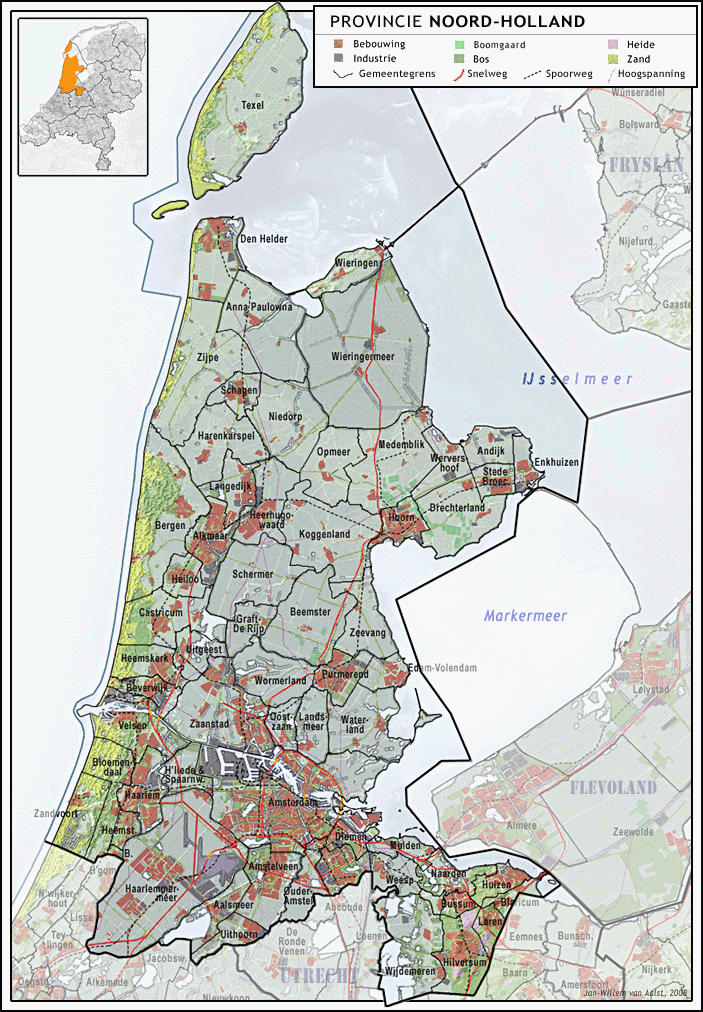
شمال هولندا

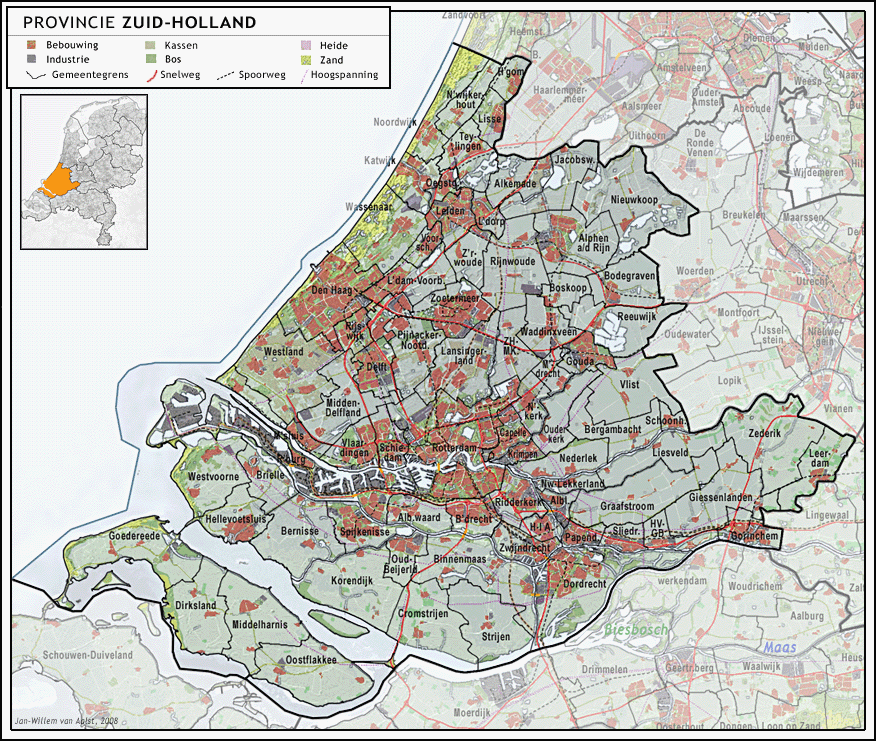
جنوب هولندا

تقع مقاطعة هولندا غرب هولندا. وكمنطقة بحرية حيث تقع على بحر الشمال عند مصبات نهر الراين والموز (نهر الميز)، فإن بها العديد من الأنهار والبحيرات والقنوات الداخلية واسعة النطاق ونظام ممرات مائية. ويحدها من الجنوب زيلند، ومن الشرق بحيرة آيسل وأربع مقاطعات مختلفة من هولندا.
وهولندا محمية من جهة البحر عن طريق سلسلة طويلة من الكثبان الساحلية، وتتكون معظم مساحة الأرض وراء الكثبان من مناظر طبيعية لأراض مستصلحة من البحر والتي هي منخفضة كثيراً عن مستوى سطح البحر. وفي الوقت الحاضر أدنى نقطة في هولندا هي أرض مستصلحة من البحر بالقرب من روتردام، وهي عبارة عن سبعة أمتار تحت مستوى سطح البحر. الصرف المستمر ضروري للحفاظ على هولندا من الفيضانات. وقد استخدمت في القرون السابقة طواحين الهواء لهذه المهمة. والمنظر العام كان (وفي أماكن معينة لا يزال) منقط بطواحين الهواء التي أصبحت رمزا لهولندا.
ومساحة مقاطعة هولندا 7.494 كيلومتر مربع (الأرض والماء)، مما يجعلها تقريباً 13٪ من مساحة هولندا. يبحث في الأرض وحدها، بل هو 5.488 كيلومتر مربع في الحجم. السكان مجتمعة هو 6.1 مليون.
المدن الرئيسية في هولندا هي أمستردام وروتردام ولاهاي. أمستردام هي رسمياً عاصمة هولندا وأكبر مدنها. ميناء روتردام هو أكبر وأهم ميناء في أوروبا، لاهاي هي مقر حكومة هولندا. هذه المدن جنباً إلى جنب مع أوترخت وغيرها من البلديات الصغيرة تشكل فعلياً مدينة واحدة تجمع سكاني تسمى راندستاد.
ومنطقة الراندستاد هي واحدة من المناطق الأكثر اكتظاظاً بالسكان في أوروبا، ولكن لا تزال خالية نسبياً من الزحف العمراني. هناك قوانين صارمة لتقسيم المناطق. الضغوط السكانية هائلة، قيم العقارات مرتفعة، والإسكان الجديد هو قيد التطوير باستمرار على حواف المناطق المبنية. من المستغرب، والكثير من المقاطعة لا يزال لديه الطابع الريفي. تعتبر ذات قيمة عالية في المناطق البرية والطبيعية الزراعية المتبقية وحمايتها. يتم استخدام معظم الأراضي الصالحة للزراعة للزراعة المكثفة، بما في ذلك البستنة والمسببة للاحتباس الحراري الأعمال الزراعية.

### استصلاح الأراضي

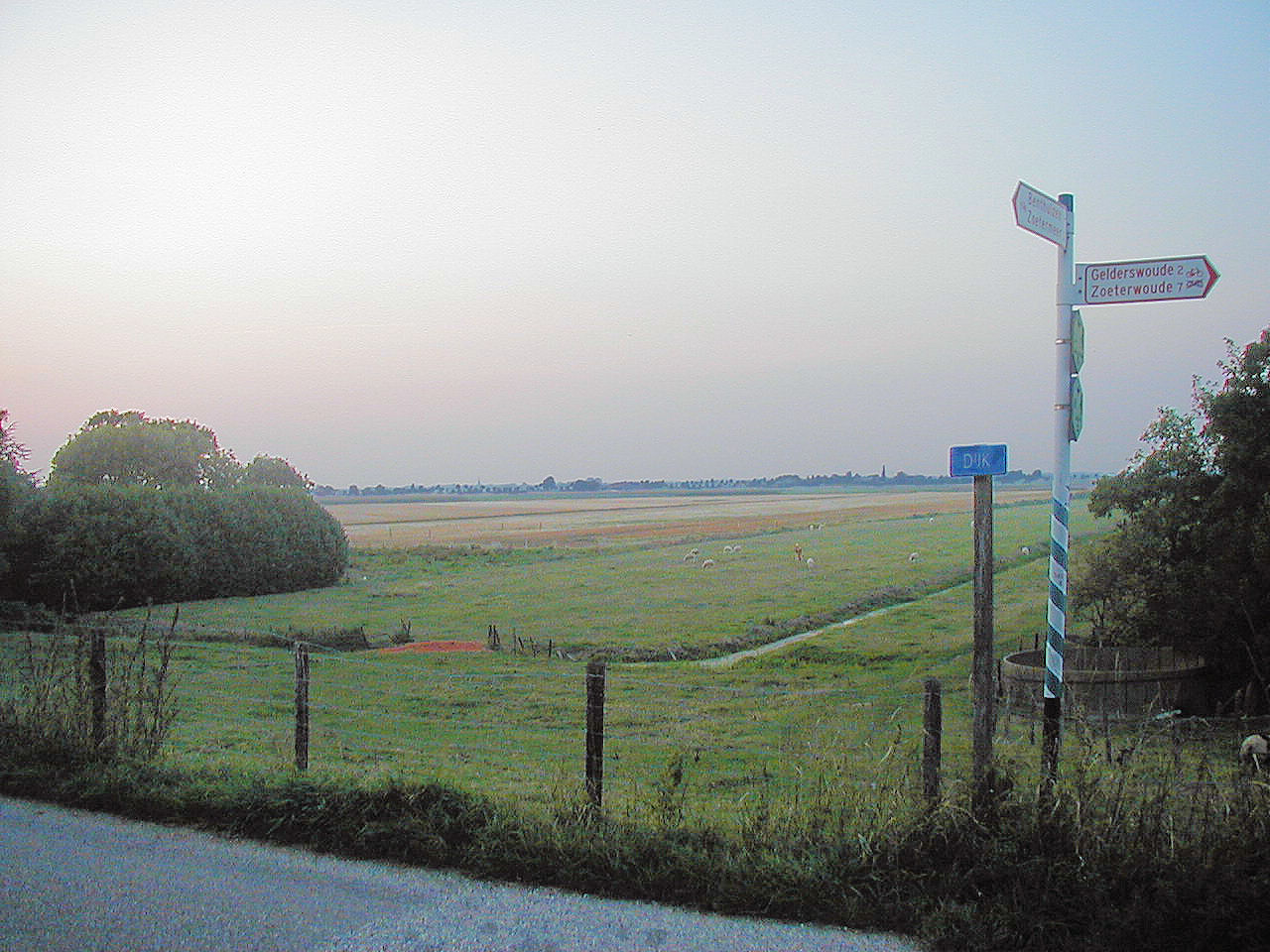
بينتهاوزن، الأرض المستصلحة من البحر كما تبدو من السد

كانت الأرض التي هي الآن هولندا تكن مستقرة. على مدى آلاف السنين جغرافية المنطقة كانت حيوية. تحول الساحل الغربي حتى بعد ثلاثين كيلومتراً إلى الشرق والعواصف اندلعت بانتظام من خلال صف من الكثبان الساحلية. والجزر الفريزية، انضم أصلاً إلى البر الرئيسي
، وأصبحت جزر منفصلة في الشمال. الأنهار الرئيسية نهر الراين ونهر الميز (ماس)، وغمرت المياه بانتظام وغيرت مسارها مراراً وتكراراً وبشكل كبير.
وجد الناس أنفسهم يعيشون في هولندا في بيئة مائية غير مستقرة. وراء الكثبان الرملية على ساحل هولندا الخث هضبة عالية قد نمت، وتشكيل حماية طبيعية ضد البحر. وكان جزء كبير من منطقة الأهوار والمستنقعات، وبحلول القرن العاشر تعيين السكان عن زراعة هذه الأرض بتجفيف ذلك. ومع ذلك أدت الصرف الصحي في انكماش التربة المدقع، وتخفيض سطح الأرض بنسبة تصل إلى خمسة عشر متراً.
إلى الجنوب من هولندا، في زيلند، وإلى الشمال في فريزلاند أدى هذا التطور إلى فيضانات كارثية العاصفة أدى إلى نجريف مناطق بأكملها، كما تفككت طبقة الخث أو أصبح فصل وأجريت بعيدا من مياه الفيضان. من الجانب الفريزية البحر حتى غمرت المنطقة إلى الشرق، وتفريغ تدريجياً هولندا من وراء تشكيل وزاوديرزي (حالياً بحيرة آيسل)). هدد هذا البحر الداخلية لربط مع «الأراضي غرق» من نيوزيلندا في الجنوب، والحد من هولندا إلى سلسلة من الجزر الحاجزة الضيقة الكثبان أمام البحيرة. التدخل الإداري جذرية فقط حفظ مقاطعة من الدمار التام. استغرق التهم والأديرة الكبيرة زمام المبادرة في هذه الجهود، وبناء أول السدود الطوارئ الثقيلة لتعزيز النقاط الحرجة. في وقت لاحق وتم تشكيل الهيئات الإدارية المستقلة الخاصة، و«مجالس المياه» waterschappen ، والتي لديها سلطة قانونية لفرض أنظمتها والقرارات بشأن إدارة المياه. كما ذهب قرون من قبل، وأنها في نهاية المطاف بناء نظام السد الواسعة التي غطت الساحل والأراضي المستصلحة، وبالتالي حماية الأرض من مزيد من عمليات التوغل عن طريق البحر.
ومع ذلك فإن مواطنو هولاندا لا تتوقف عند هذا الحد. بدءا من حوالي القرن 16، وأخذوا الهجوم وبدأت مشاريع استصلاح الأراضي، وتحويل البحيرات ومناطق المستنقعات والسهول الطينية المجاورة في الأراضي المستصلحة. استمر هذا الحق في القرن 20. ونتيجة لذلك، والخرائط التاريخية من العصور الوسطى وأوائل هولندا الحديثة تحمل شبها للخرائط من اليوم.
هذا النضال المستمر لإتقان المياه لعبت دورا هاماً في تطوير هولندا كقوة بحرية واقتصادية وتطوير شخصية شعب هولندا.

## الثقافة
تترافق مقاطعة هولندا فمع صورة معينة. الصورة النمطية لها هو مزيج من زهور التوليب، وطواحين الهواء، والقباقيب الهولندية، والجبن والزي الهولندي التقليدي (klederdracht). كما هو الحال مع العديد من الصور النمطية، وهذا أبعد ما يكون عن حقيقة واقع الحياة في هولندا. ويمكن تفسير ذلك جزئياً بأنه استغلال نشط لهذه الصور النمطية للدعاية لهولندا. ففي واقع الأمر عدد قليل من القرى الأكثر تقليدية، مثل فولندام ومواقع في منطقة زان، ما زال السكان يرتدون الأزياء التقليدية مع أحذية خشبية.

### اللغة
اللغة السائدة التي يُتحدث بها في هولندا هي الهولندية. ويشير مواطنو مقاطعة هولندا أحياناً إلى اللغة الهولندية بأنها "Hollands"، بدلاً من Nederlands. ويستخدم سكان بلجيكا وغيرها من مقاطعات هولندا إلى "Hollands" للإشارة إلى شخص يتحدث باللهجة الهولنديكية، أو بلكنة ثقيلة.
وقد استندت الهولندية الفصحى تاريخياً إلى حد كبير على لهجة مقاطعة هولندا، وتتضمن العديد من الصفات المشتقة من لهجات دوقية برابنت التي كانت تفوقها قوة في السابق، ومقاطعة فلانديرز. ولا يزال هذا التباين الشديد في اللهجات موجوداً في جميع أنحاء الأراضي المنخفضة. اليوم هولندا الأوروبية هي أقل منطقة تتحدث اللهجات الأصلية، حيث استبدلت العديد من المناطق لهجاتها بالهولندية الفصحى، وكان لمنطقة الراندستاد التأثير الأكبر على تطور الهولندية باستثناء الهولندية المتحدثة في بلجيكا.
وعلى الرغم من هذا التوافق بين الهولندية الفصحى والهولندية المتحدثة في الراندستاد إلا أن هناك اختلافات محلية داخل مقاطعة هولندا نفسها التي تختلف عن الهولندية الفصحى، فالمدن الرئيسية لكل منها لهجتها الحديثة، التي يمكن أن تعتبر لهجة اجتماعية. وهناك عدد قليل من الناس، وخصوصاً في المنطقة الواقعة شمال أمستردام ما زالوا يتحدثون اللهجة الأصلية للمقاطعة، الهولنديكية. وهذه اللهجة موجودة في الشمال: فولندام وماركن والمنطقة المحيطة هناك، غرب فريزلاند ونهر زان؛ وفي الهامش الجنوبي الشرقي المطل على مقاطعات شمال برابنت وأوترخت. أما في الجنوب في جزيرة خوريه- أوفرفلاكيه يتحدث السكان الزيلندية.

## نيو هولاند
أعطت مقاطعة هولندا اسمها إلى عدد من المستوطنات الاستعمارية والمناطق المكتشفة التي كانت تسمى نيو هولندا أو هولندا الجديدة. وأكثر مستوطنة استخداماً للاسم كانت القارة المعروفة حالياً باسم أستراليا، وتم إطلاق الاسم لأول مرة على أستراليا عام 1644م من قبل البحارة الهولندي أبل تاسمان، وبقي هذا الاسم قيد الاستخدام الدولي لمدة 190 عاماً. ونفس الرحلة سمى نيوزيلندا على اسم مقاطعة زيلند الهولندية. أما في هولندا فقد ظلت تسمية «هولندا الجديدة» اسماً للقارة الأسترالية حتى نهاية القرن التاسع عشر.